# Nathan Cullen

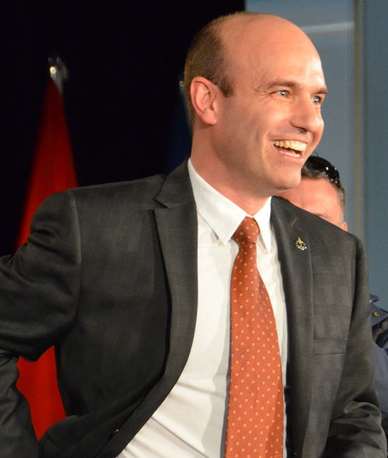
Nathan Cullen

Nathan Paul Cullen (* 13. Juli 1972 in Toronto) ist ein kanadischer Politiker. Von 2020 bis 2024 war er Abgeordneter der Legislativversammlung von British Columbia und Minister für natürliche Ressourcen von British Columbia. Von 2004 bis 2019 war er Mitglied von Unterhaus für den Wahlkreis Skeena–Bulkley Valley.

## Frühes Leben
Cullen wurde am 13. Juli 1972 in Toronto, Ontario, geboren. 1994 schloss er sein Studium an der Trent University mit einem Bachelor in internationalen Entwicklungs- und Umweltstudien ab. 1998 zog er nach Smithers, British Columbia, und eröffnete ein Beratungsunternehmen. Cullen lernte Spanisch, während er in Lateinamerika arbeitete.

## Föderale Politik

### Erste Amtszeit
Im März 2004 gewann er die Nominierung für die Neue Demokratische Partei im Wahlkreis Skeena–Bulkley Valley. Bei den Bundestagswahlen im Juni erhielt Cullen 13.706 Stimmen (37,14 %) und besiegte damit den konservativen Amtsinhaber Andy Burton. Während seines Wahlkampfs setzte sich er für ein Verbot von Offshore-Öl- und Gasbohrungen ein. Cullen war der jüngste von 19 Neuen Demokraten, die bei der Kanadische Unterhauswahl 2004 gewählt wurden. Innerhalb der Neue Demokratische Partei übernahm er eine führende Rolle in Jugend- und Umweltfragen. Cullen und die Partei trugen zur Entscheidung von Premierminister Paul Martin bei, Offshore-Öl- und Gasbohrungen zu verbieten.
Im Jahr 2005 leitete er eine Initiative zur Förderung des Vorschlags der Neue Demokratische Partei, das Wahlalter auf 16 Jahre zu senken. Im selben Jahr setzte er sich auch dafür ein, die Emissionsstandards für Fahrzeuge zu erhöhen und die Umweltverschmutzung durch die Industrie zu verringern.

### Zweite Amtszeit
Bei der Kanadischen Unterhauswahl 2006 wurde Cullen mit 18.496 Stimmen (48,33 %) wiedergewählt. Er besiegte den Konservativen Mike Scott, der den Wahlkreis zuvor von 1993 bis 2000 vertreten hatte.
Im April 2006 schlug Cullen ein Gesetz zum Verbot von Phthalsäureester aus Produkten für Kleinkinder vor. Das Gesetz wurde schließlich im Jahr 2009 verabschiedet. 2007 schlug er eine Änderung der Luftreinhalteverordnung vor, doch das Unterhaus stimmte dagegen.

### Dritte Amtszeit
Bei der Kanadische Unterhauswahl 2008 wurde Cullen mit 49,84 % der Stimmen wiedergewählt.
Im Jahr 2009 startete Cullen in seinem Wahlkreis einen Wettbewerb, um ein von einem Studenten verfasstes Gesetz vorzuschlagen. Letztlich legte er zwei Vorschläge vor: ein Gesetz zum Verbot des Abbaus und Exports von Asbest und einen Plan zum Ausbau der Fahrradinfrastruktur.

### Vierte Amtszeit
Im Jahr 2011 wurde Cullen mit 55 % der Stimmen für eine vierte Amtszeit gewählt. Zwischen 2011 und 2015 leitete er die Partei zu Themen, die die Völker der First Nations betrafen. Im Jahr 2013 wurde er von der Maclean’s Magazin zum dritteffektivsten Politiker Kanadas gekürt.
Im Jahr 2014 schlug er ein Gesetz vor, um Öltankern den Zugang zur Nordpazifikküste, einschließlich des Queen Charlotte Sound, der Hecate-Straße und des Dixon Entrance, zu verbieten. Um für das vorgeschlagene Gesetz zu werben, bereiste er Nord-British Columbia und Vancouver Island und diskutierte, welche Auswirkungen Ölverschmutzungen auf die Umwelt und die Fischereiindustrie haben würden. Am 1. April 2015 wurde das Gesetz abgelehnt.
Im Jahr 2014 gewann er eine Auszeichnung von Maclean’s Magazine.

#### Kandidat für den Parteivorsitz
Nachdem der Parteivorsitzende Jack Layton an Prostatakrebs gestorben war, kündigte Cullen an, dass er am 30. September 2011 für das Amt des nächsten Vorsitzenden der Neue Demokratische Partei kandidieren werde. Er präsentierte sich als gemäßigter Sozialdemokrat mit einem starken Hintergrund im Umweltaktivismus.
Er schlug vor, dass sich die Neue Demokratische Partei mit anderen fortschrittlichen politischen Parteien (wie der Grünen Partei Kanadas) verbünden sollte. Zu den weiteren Vorschlägen während der Vorsitzendenkampagne gehörten eine neue nationale Strategie für den öffentlicher Personennahverkehr und die Änderung des kanadischen Wahlsystems von Mehrheitswahl zu personalisiertes Verhältniswahlrecht.
Beim Parteitag 2012 belegte Cullen bei der Vorsitzendenwahl den dritten von sieben Kandidaten. Er landete hinter Brian Topp und Sieger Tom Mulcair.

### Fünfte Amtszeit
In der Kanadische Unterhauswahl 2015 wurde Cullen zum fünften Mal wiedergewählt. Im Jahr 2016 leitete er die Bemühungen der Partei zur Wahlreform.
Am 1. März 2019 gab Cullen bekannt, dass er bei der Wahl später in diesem Jahr nicht für eine Wiederwahl ins Unterhaus kandidieren werde. Sein Nachfolger als Abgeordneter für den Wahlkreis Skeena–Bulkley Valley wurde der Bürgermeister von Smithers, Taylor Bachrach.

## Provinzpolitik
Am 27. Januar 2020 wurde Cullen von der Regierung von British Columbia zum Verbindungsmann zwischen der Regierung und dem Indianerstamm der Wetʼsuwetʼen ernannt.
Im Jahr 2020 kündigte Cullen an, dass er als Kandidat der British Columbia New Democratic Party bei der Provinzwahl in diesem Jahr im Wahlkreis Stikine kandidieren werde. Bei der Wahl gewann er mit 51,77 % der Stimmen. In diesem Jahr wurde er von Premierminister David Eby zum Minister für natürliche Ressourcen von British Columbia ernannt. Bei der Provinzwahl 2024 wurde er nicht wiedergewählt.